# Elena Gigli
Elena Gigli (Empoli, 9 luglio 1985) è un'ex pallanuotista italiana.

## Biografia
Ha esordito in serie A1 nel 2003 tra i pali della Fiorentina Waterpolo, con la squadra toscana ha vinto nel 2007 il campionato italiano, la Coppa dei Campioni e la Supercoppa europea. Trasferitasi al Rapallo Nuoto nel 2010 ha trionfato in Coppa LEN. L'anno successivo, con la cessione del titolo sportivo del Rapallo alla Pro Recco, è confluita, insieme alle altre compagne di club, nella squadra recchelina, con la quale ha subito conquistato la Supercoppa europea, la Coppa dei Campioni e lo scudetto. Dopo un anno alla Firenze Waterpolo, sperimenta un trasferimento all'estero: nel 2013 si trasferisce in Australia, alle Hunter Hurricanes di Newcastle (a nord di Sydney). Rientrata l'anno dopo in Italia, disputa due stagioni col Prato Waterpolo. Nel 2016/2017 è annunciata come portiere titolare della Rari Nantes Florentia per il campionato di serie A2 di pallanuoto femminile, che conquista la promozione in serie A1.
Nella nazionale italiana di pallanuoto femminile ha conquistato 6 medaglie: due d'oro, come portiere di riserva, nel torneo femminile di pallanuoto della Olimpiadi estive di Atene nel 2004 e diventando, a 19 anni e 48 giorni, la più giovane atleta italiana vincitrice della medaglia d'oro olimpica, battendo il precedente record detenuto da Ondina Valla e come portiere titolare agli Europei di Eindhoven del 2012, tre d'argento all'Europeo di Belgrado, nella Coppa del Mondo di Tianjin e nella World league di Cosenza, tutte nel 2006 ed una di bronzo nella World League del 2004. 
Il 22 Ottobre del 2012 a Scandicci le è stato assegnato il riconoscimento "Notte del Pallone rosa - Premio Maria Nisticò" 2^ Edizione. 
Il 6 novembre 2015 partecipa come concorrente al programma televisivo Avanti un altro! sbagliando la risposta ad una domanda postagli dal comico Martufello.
I suoi hobby sono i viaggi e la lettura.
A partire dal 2018 viene ingaggiata come preparatrice dei portieri alla RN Bogliasco; negli anni successivi lavora con la nazionale thailandese, la RN Florentia e, dal 2022, con la nazionale italiana.

## Palmarès

### Club
- Campionato italiano: 2

Fiorentina: 2006-07
Pro Recco: 2011-12
- LEN Champions Cup: 2

Fiorentina: 2006-07
Pro Recco: 2011-12
- Coppe LEN: 1

Rapallo: 2010-11
- Supercoppa LEN: 2

Fiorentina: 2007
Pro Recco: 2011

### Nazionale
- Olimpiadi

Atene 2004: 
- Coppa del Mondo

Tianjin 2006: 
- World League

Long Beach 2004: 
Cosenza 2006: 
- Europei

Belgrado 2006: 
Eindhoven 2012: 